# Alexandra Hasluck

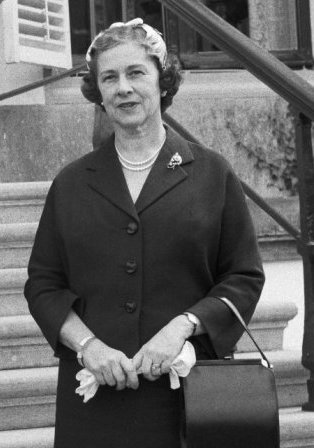
Alexandra Hasluck, 1960

Dame Alexandra Margaret Martin Hasluck AD DStJ (Geburtsname: Alexandra Margaret Martin Darker; * 26. August 1908 in Perth, Western Australia; † 18. Juni 1993 ebenda) war eine australische Schriftstellerin.

## Leben
Alexandra Darker studierte nach dem Schulbesuch am Perth College und der University of Western Australia (UWA) und war nach dem Abschluss mit einem Bachelor of Arts (B.A.) als Lehrerin am Hilda’s College tätig. Sie heiratete 1932 den Geschichtsdozenten Paul Hasluck, der später Außenminister und Generalgouverneur Australiens wurde, und hatte mit diesem zwei Kinder, darunter den Schriftsteller Nicholas Hasluck.
Mitte der 1950er Jahre wurde sie selbst zu einer bekannten Schriftstellerin und befasste sich insbesondere mit historischen Persönlichkeiten in der australischen Kolonialgeschichte wie mit der Botanikerin Georgiana Molloy. 1959 erschien Unwilling Emigrants, eine frühe Geschichte Western Australias. Außerdem befasste sie sich in dem Artikel Yagan the Patriot (1961) mit dem Noongar-Krieger Yagan, der im Widerstand der Bevölkerung der Region um Perth gegen die Inbesitznahme des Landes durch Europäer eine bedeutende Rolle spielte und 1833 erschossen wurde, sowie mit Robert Lyon, einem der ersten, der sich für die Rechte der indigenen Völker Australiens einsetzte und sich aktiv um ihr Wohlergehen kümmerte, und die Taten von Yagan verteidigte.
1963 gab sie eine Ausgabe der Briefe der Schriftstellerin Lady Broome heraus, einer frühen Kolonistin Neuseelands, der noch im gleichen Jahr eine Biografie ihrer Mutter Evelyn Hill folgte. Nach Biografien über Thomas Peel mit dem Titel Thomas Peel of Swan River (1965) und den Ingenieur Charles O’Connor mit dem Titel C. Y. O’Connor (1965) erschien 1970 eine Sammlung von Kurzgeschichten. 1971 wurde sie Dame des Order of Saint John. 1973 veröffentlichte sie Sir Edmund du Cane, eine Biografie über den gleichnamigen Gefängnisreformer, ehe sie 1978 mit Audrey Tennyson's Vice-Regal Days eine Sammlung der Briefe von Lady Audrey Tennyson herausgab, der Ehefrau des australischen Generalgouverneurs Hallam Tennyson, 2. Baron Tennyson.
Am 6. Juni 1978 wurde sie zur Dame des Order of Australia ernannt und war damit die erste Frau, die diesen Titel trug.